# Figino Serenza
Figino Serenza ist eine Gemeinde mit 4931 Einwohnern (Stand 31. Dezember 2023) in der italienischen Provinz Como in der Region Lombardei.

## Geographie
Figino Serenza liegt 30 km nördlich von Mailand und 12 km südöstlich von Como. Die Gemeinde umfasst folgende Fraktionen: Rozzago, Sant’Agata, Castelletto, Cascina Moja, Cascinetta. Die Nachbargemeinden sind Cantù, Carimate, Mariano Comense und Novedrate.

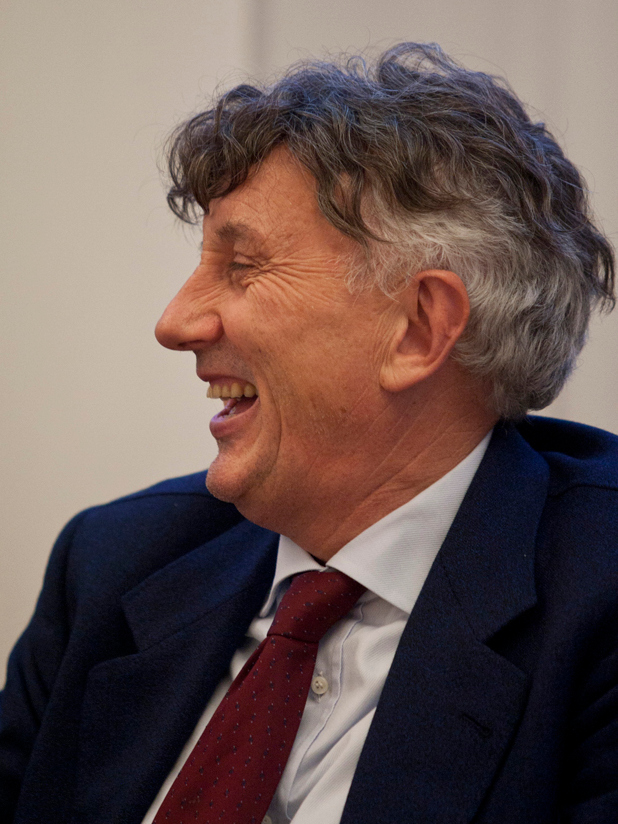
Pierluigi Marzorati

## Sehenswürdigkeiten
- Pfarrkirche San Michele (16. Jahrhundert)[2]
- Wallfahrtskirche Madonna di San Materno (1903)[3]
- Villa Ferranti (18. Jahrhundert)[4]

## Persönlichkeiten
- Pierluigi Marzorati (* 12. September 1952 in Figino Serenza), italienischer ehemaliger Basketballspieler